# 喬氏花高鱂
喬氏花高鱂，為輻鰭魚綱鯉齒目鯉齒亞目花鳉科的其中一種，分布於非洲剛果河中游流域，體長可達4.5公分，棲息在植被生長的溪流，屬肉食性，生活習性不明。

## 擴展閱讀
維基物種上的相關：喬氏花高鱂